# يوهان فريدريش ويلهلم هيربست
يوهان فريدريش ويلهلم هيربست (بالألمانية: Johann Friedrich Wilhelm Herbst )‏ (و. 1743 – 1807 م) هو عالم بقشريات الأجنحة، وأحيائي، وعالم طبيعة، وعالم قشريات ألماني، ولد في بترسهاغن، توفي في برلين، عن عمر يناهز 64 عاماً.